# مكافحة الضجيج

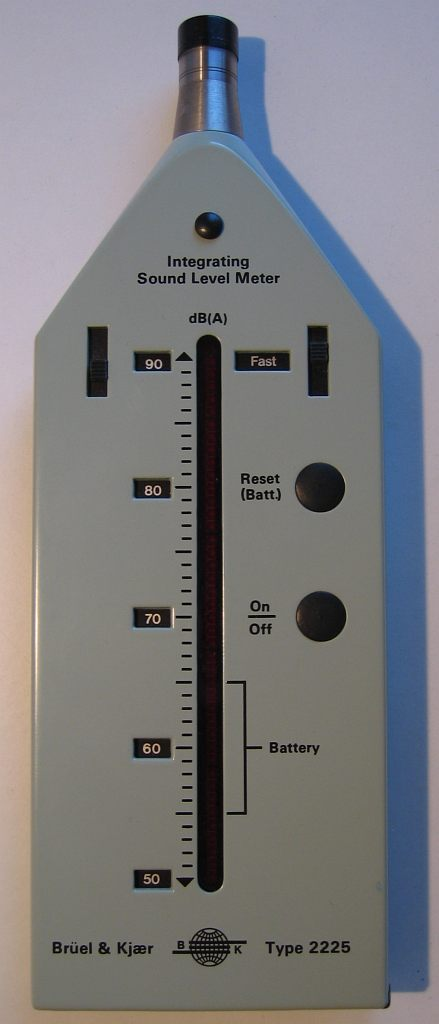
جهاز قياس مستوى الصوت، أداة أساسية في مجال قياس الصوت.

الضوضاء أو الضجيج هي خليط من الأصوات المزعجة وغير المرغوب فيها ،والتي تؤثر على نشاط العاملين و إنتاجهم فضلاً عن تأثيرها على السمع والجهاز العصبي وأجهزة جسم الإنسان الأخرى.فأي ظاهرة صوتية غير مرغوب فيها «بصرف النظر عن طبيعتها وشدتها» يطلق عليها مسمى الضوضاء. وقد أصبح الضجيج في العصر الحديث من أكبر عوامل التلوث في الهواء شدة، وخاصة في المدن؛ حيث تزدحم بأصوات وسائل النقل المختلفة والآلات الحديثة الأخرى التي تساهم في إنجاز الأعمال المدنية في الشوارع والطرقات. ولهذا فإن التحكم في الضوضاء أصبح مشكلة تشغل ذهن العلماء المهتمين في جميع أنحاء العالم، وهم يبذلون قصارى جُهدهِم في الوصول إلى المستوى المناسب والمُمكن السماح به لشدة الصوت. الضجيج له مكانة مهمة مع تطور التقنيات الحديثة، كَالإلكترونيات والاتصالات والقياسات، إلا أنه ارتبط تاريخياً بالصوت.
التحكم في الضوضاء أو تخفيف الضوضاء هي مجموعة من الاستراتيجيات للحد من التلوث الضوضائِي أو للحد من تأثير ذلك الضجيج، سواء كانَ خَارِج المنزل أم داخله. والمجالات الرئيسة لمكافحة وتخفيف الضوضَاء أو الحد منها هي: النقل والمواصلات، الهندسة المعمارية، التصميم، والتخطيط العمراني خلال رموز تقسيم المناطق
لذا سُنت قوانين حماية البيئة، والتي تنص على أنْ «تلتزم جميع الجهات والأفراد عند مباشرة الأنشطة الإنتاجية أو الخدمية أو غيرها وخاصة عند تشغيل الآلات والمعدات واستخدام آلات التنبيه ومكبرات الصوت بعدم تجاوز الحدود المسموح بها لشدة الصوت» وتقاس شدة الصوت بوحدة تسمى «الديسيبيل» ولفهم معنى شدة الصوت فيمكن القول أن شدة صوت الهمس 30 ديسيبيل وشدة المحادثة العادية من 50 إلى 60 ديسيبيل وشدة صوت آلة التنبيه بالسيارات من 90 إلى 100 ديسيبيل ومكبرات الصوت من 100 إلى 140 ديسيبيل وهو ما يمثل الضوضاء الخطرة.
يكمن رُقي المجتمع في انخفاض منسوب الضوضاء فيه وارتفاع مستوى الهدوء الذي يسوده. تتعدد مصادر الضوضاء متعددة منها ماهو ناتج عن ظواهر طبيعية مثل أصوات البراكين والزلازل والبرق والرعد والأعاصير، ومنها مسببها الإنسان مثل الأصوات الصادرة عن آلات المصانع ومكبرات الصوت ووسائل النقل والمواصلات وآلات التنبيه والموسيقى الصاخبة، وتنتشر في الهواء والمنازل والشارع ووسائل المواصلات وتكون مجموعة نغمات مختلطة بصفة عشوائية، وتعد من أخطر مشاكل الحياة التي نحياها لأنها تصاحب الإنسان أينما يوجد، كما تمثل تجاوزاً لحدود اللياقة وانتهاكاً لخلوة الإنسان الخاصة ونمط حياته.

## أنواع تقنيات مكافحة الضوضاء
وتشمل تقنيات مكافحة الضوضاء:
- عزل صوتي: منع انتقال الضوضاء من خلال إدخال حاجز من كتلة. وذلك من المواد المشتركة التي لها خصائص عالية الكثافة مثل الطوب والزجاج السميك والخرسانة والمعادن إلخ.
- امتصاص الصوت: عن طريق مادة مسامية تعمل بمثابة اسفنج ضجيجي تُحَوِّل الطاقة الصوتية إلى حرارة. وتشمل الموادّ التي تمتص الصوت المشترك كالبلاط الذي يحتوي على الرصاص المنفصل، خلية الرغاوي المفتوحة والألياف الزجاجية
- إخماد الاهتزاز: يُطَبَّق ذلك على الأسطح الهزازة الكبيرة. وتعمل آلية التخميد من خلال استخراج الطاقة الاهتزازية عبر صحيفة رقيقة وتشتيت حرارتها. والمواد الشائعة الصلب خامد الصوت.
- عزل الاهتزاز: وهو منع نقل الطاقة الاهتزازية من المصدر المستقبل من خلال إدخال عنصر مرن أو جسم فاصل. العوازل الاهتزازية الشائعة هي الينابيع، المطاط الصاعد والفلين إلخ.

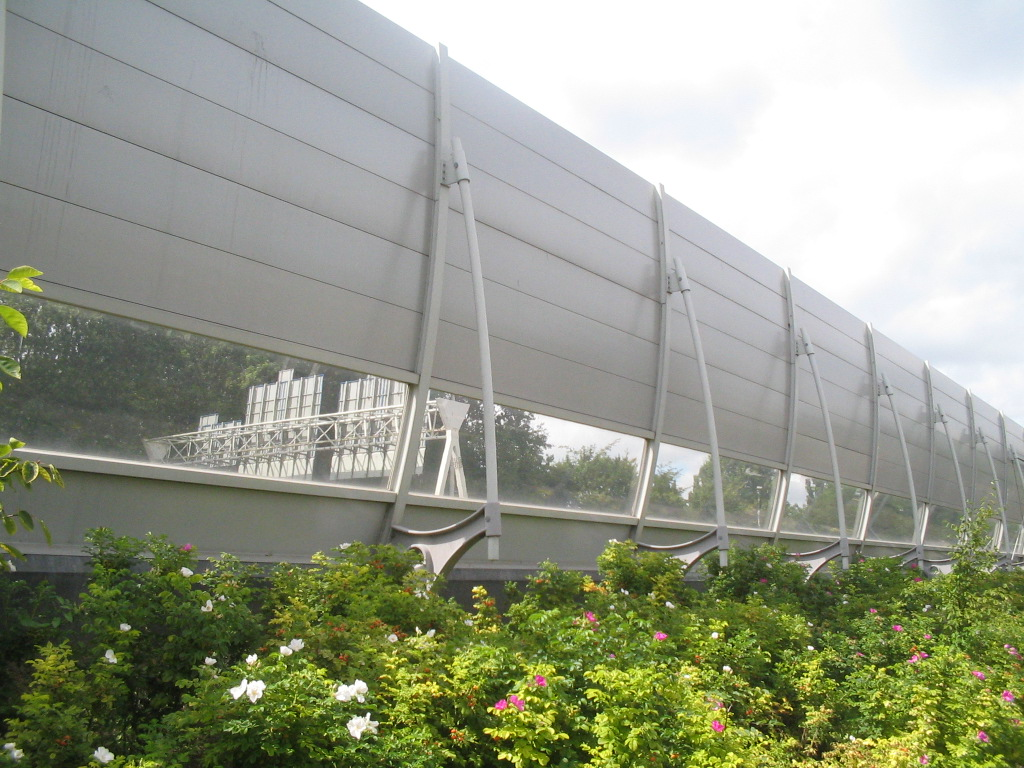
هذا الجدار لتخفيف الضوضاء في هولندا له مقطع شفاف في مستوى عين السائق للحد من التأثير البصري لمستخدمي الطريق.

## تأثيرالضوضاء على صحة الإنسان
أثبتت الدراسات والبحوث أن الضوضاء العالية تسبب مع الزمن أضراراً بالصحة بصورة عامة. ويقول بعض المتخصصين: إن النائم يتأثر بالضوضاء عندما يصل منسوبها إلى أذنيه (20 ديسيبل) ولم يُعرف إلى الآن لماذا يتأثر النائم بهذا المنسوب المنخفض من الضوضاء وعلى الرغم من أن هذا المنسوب لا يسبب إيقاظ النائم إلا أن استمرار النوم مع وجود الضوضاء يؤدي إلى أضرار صحية.

## العوامل التي تؤثر على حاسة السمع نتيجة للضوضاء
مستوى الضوضاء (بالديسيبل) وكذلك تردده.
1. نوع الضوضاء.
2. فترة التعرض اليومي.
3. طول فترة العمل في السنة.
4. استمرارية العمل في السنة.
5. مدى تغير اثر الضوضاء من شخص دون الأخر.
6. سعة المكان ومدى تركيز الضوضاء فيه.
7. طبيعة المكان (منزل، مصنع، مناطق سكنيه، أرض خلاء).
8. توقيت حدوث الضوضاء (ليلا أو نهارا).فعلى سبيل المثال، قد يكون رنين الهاتف أثناء النوم غاية في الإزعاج، في حين يكون مقبولا بشكل ما خلال النهار.

## حدود أثر الضوضاء
يتوقف أثر الضوضاء على عاملين هما طول فترة الضوضاء وشدة الصوت وحدته وارتفاع تردده.
فقد وضعت بعض الحيوانات تحت تأثير صوت شدته (130) ديسبلا ماتت بعد أربع ساعات ويزداد خطر الضوضاء إذا كانت مفاجئة وتسبب أعراضاً مرضية متعددة منها الصفير في الأذنين والشعور بالدوار والغثيان وفقدان القدرة على النوم ومن الأعراض التي لوحظت على بعض حيوانات التجارب وعلى الإنسان أيضاً منها نقص نشاط المعدة ونقص إفراز العصارة المعوية وزيادة توتر العضلات وزيادة مؤقتة في ضغط الدم والنبض وسرعة التنفس وتغيير في نشاط الغدد الصماء ودوار واهتزاز مقلة العين في الإنسان وضعف الدورة الدموية في الأطراف وألم في الصدر في منطقة القلب وضعف في عضلة القلب واضطراب في الجهاز العصبي.

## الحماية وكيفية السيطرة على الضوضاء
1. الإصلاح المستمر للمكائن التي توجد بالمصانع وبهذه الخطوة من الممكن أن يقلل أو يُعدم الضوضاء.
2. المراقبة الصارمة على الصناعات وتعديل العمليات للسيطرة على الضوضاء أثناء إصدار وتجديد رخص العمل.- إصدار التشريعات اللازمة وتطبيقها بحزم لمنع استعمال منبهات السيارات ومراقبة محركاتها وإيقاف تلك المصدرة للأصوات العالية.
3. إبعاد المدارس والمستشفيات عن مصادر الضجيج.
4. إبعاد المطارات والمدن والمناطق الآهلة بالسكان مسافة لا تقل عن 30 كم.
5. يجب أَن تكون خطوط السكة الحديدية والطرق السريعة بعيدة عن المناطق السكنية قدر الإمكان.
6. زيادة عدد المنتزهات الوطنية لأن لها تأثيرا نفسيا ممتازا سيساعد على تهدئة الأعصاب.
7. استعمال الخوذات التي تغطي الرأس والأذنين معاً في المناطق التي يكثر فيها الضجيج.

## وصلات خارجية
- Addressing Wind Turbine Noise نسخة محفوظة 2 فبراير 2019 على موقع واي باك مشين.
- Acoustical Society of America نسخة محفوظة 19 نوفمبر 1996 على موقع واي باك مشين.
- American Institute of Architects
- National Council of Acoustical Consultants
- Business & Institutional Furniture Manufacturer's Association
- Cambridge Sound Management نسخة محفوظة 19 يناير 2013 على موقع واي باك مشين.
- 'City of Melbourne' Citysounds guide to urban residential design
- Noise Abatement Society
- Noise control case studies
- Industrial noise control case studies
- Multiple sound isolation research articles for beginners
- NIOSH Buy Quiet Topic Page